# Gwendolyn Brooks
Gwendolyn Elizabeth Brooks (Topeka, 17. lipnja 1917. – Chicago, 3. prosinca 2000.), američka pjesnikinja i esejistica, dobitnica Pulitzerove nagrade. Brooks je provela veći dio života u Chicagu, gdje je diplomirala književnost te radila kao sveučilišna profesorica.

## Životopis
Brooks je rođena u Kansasu. Majka joj je bila učiteljica, a otac sin odbjeglog roba iz Američkog građanskog rata. Kada je imala samo šest tjedana, obitelj se preselila u Chicago, gdje je odrasla.
Prvu zbirku pjesama Ulica u Bronzevilleu objavila je 1945. godine. U njoj najavljuje svoju životno književno zanimanje - rasni angažman bez militantnih usklika tipičnih za mlade. Brooks pjeva o američkim crncima u potrazi za srećom i ljudskim dostojanstvom navodeći svoje sunarodnjake da razviju vlastiti osjećaj identiteta, kulture, vrijednosti i društveni senzibilitet u smislu osjećaja pripadnosti suvremenoj američkoj civilizaciji.
Brooksova piše i o ženama usmjerujući, kasnije, svoje pjesništvo feminističkom pokretu crnkinja. Prema njenim shvaćanjima žene se razlikuju od muškaraca prema onomu što osjećaju i misle te prema načinu na koji promatraju svijet. Osim ženskoga senzibiliteta, njeno je djelo važno kao govor demokratske autorice i borbene aktivistice u traženju ljudskih prava za sve ljude.
Godine 1950. godine postala je prva Afroamerikanka koja je dobila Pulitzerovu nagradu, za zbirku pjesama Annie Allen.
Umrla je od raka u svom domu u Chicagu 2000. godine.

## Djela
Brooks je objavila nekoliko pjesničkih zbirki, a pisala je i prozu te memoarske zapise. Najznačajnija djela su:
- Ulica u Bronzevillu (A Street in Bronzeville, 1945.), zbirka pjesama
- Annie Allen (1949.), zbirka pjesama
- Maud Martha (1953.), knjiga kratkih priča[2]
- Dječaci i djevojčice iz Bronzevilla (Bronzeville Boys and Girls, 1956.), pjesme za djecu
- Aurora (1972.)
- Dječak iz okolice Johannesburga (The Near Johannesburg Boy, 1986.)
- Djeca se vraćaju kući (Children Coming Home, 1991.)
- U Montgomeryju (In Montgomery, 2000.), zbirka pjesama

## Vanjske poveznice
Mrežna mjesta
- Gwendolyn Brooks, životopis i nekoliko pjesama, vinkokalinic.blogspot.hr
- (engl.) Poezija Gwendolyn Brooks na PoetryFoundation.org  Arhivirana inačica izvorne stranice od 5. kolovoza 2010. (Wayback Machine)